# 平田典靖
平田 典靖（ひらた のりやす、1983年11月17日 - ）は、富山県東礪波郡利賀村（現南砺市）出身のバドミントン選手。バドミントン日本代表ナショナルチームに選出されている。
富山県南砺市立利賀中学校、富山県立高岡工芸高等学校、日本体育大学卒業。

## 経歴
富山県利賀村（現南砺市）に生まれる。
小学校時代は、野球に夢中だった。中学時代は、バドミントン部しかない小規模の学校だったためそのまま入部。中学3年生で県大会シングルス優勝。
高校時代は、ダブルスで前衛として大活躍をする。高校2年生で米隆夫（元トナミ運輸）と組んでインターハイで3位に。また、高校選抜で劉志遠と組んで全国優勝。
大学生時代は、日本体育大学で活躍。4年生でキャプテンとなりインカレ団体、男子ダブルスで優勝。
卒業後、トナミ運輸に所属。全日本実業団選手権や日本リーグでの優勝に貢献。しかし、2012年のロンドンオリンピックでは世界ランキングで上位選手と僅かの差で出場を逃す。また、2016年のリオデジャネイロオリンピックを目指し世界ランキング19位まで上り詰めていたものの、2016年2月に日本代表を辞退することが発覚した。

## 主な成績
国内大会
- 2009年
  - 全日本総合バドミントン選手権大会男子ダブルス優勝、混合ダブルス優勝
  - 日本ランキングサーキット男子ダブルス優勝
- 2010年
  - 全日本総合バドミントン選手権大会男子ダブルス優勝、混合ダブルス優勝
- 2011年
  - 全日本総合バドミントン選手権大会男子ダブルス優勝
- 2012年
  - 全日本総合バドミントン選手権大会男子ダブルス準優勝
- 2013年
  - 全日本総合バドミントン選手権大会男子ダブルス準優勝
- 2013年
  - 全日本社会人選手権大会男子ダブルス優勝
- 2014年
  - 全日本総合バドミントン選手権大会男子ダブルス準優勝
- 2015年
  - 全日本総合バドミントン選手権大会男子ダブルスベスト8

国際大会
- 2009年
  - ニュージーランド・オープン男子ダブルス準優勝
  - アジアバドミントン選手権大会混合ダブルス3位
- 2010年
  - 大阪インターナショナルチャレンジ男子ダブルス優勝
  - オランダ・オープン男子ダブルス優勝
  - 大阪インターナショナルチャレンジ男子ダブルス優勝
  - 韓国オープン混合ダブルス3位
  - スイス・オープン混合ダブルス3位
- 2011年
  - アジア選手権男子ダブルス準優勝
  - インド・オープン男子ダブルス優勝　＊日本代表男子初のスーパーシリーズ優勝[2]
  - フランス・オープン 男子ダブルス ベスト4
  - スーパーシリーズファイナルズ2011 男子ダブルス出場 （グループリーグ1勝2敗）[3]
- 2012年
  - マレーシア・オープン（スーパーシリーズ）男子ダブルス ベスト4
  - 全英オープン 男子ダブルス ベスト4
- 2013年
  - デンマーク・オープン 男子ダブルス ベスト8
- 2014年
  - トマス杯 優勝

※上記成績のダブルスのパートナーは男子ダブルスが橋本博且、混合ダブルスが前田美順

## プレイスタイル
- 男子ダブルスでは、前衛でのプレイを得意としており、ネット前でのシャトル捌きや、前衛で相手の球をカットする技術に長けている。平田が前衛でチャンスメイクし、ペアの橋本が後衛からスマッシュで攻めるのが、基本的な攻撃パターンである。また、現在男子ダブルスでは主流となっているノーロブ戦法と呼ばれるロブを使わずにドライブやプッシュ、ヘアピンを多用する低空戦を得意としている。
- 混合ダブルスでは、男子が後衛で女子が前衛というオーソドックスな形を取っており、コートを広く使った配球で相手の隙を作り、攻めるのが得意。